# Tiény-Séably
Tiény-Séably  est une localité de l'ouest de la Côte d'Ivoire et appartenant au département de Kouibly, Région des Dix-Huit Montagnes. La localité de Tiény-Séably est un chef-lieu de commune.